# Hejnice (ort i Tjeckien, Pardubice)
Hejnice är en ort i Tjeckien.   Den ligger i regionen Pardubice, i den östra delen av landet, 140 km öster om huvudstaden Prag. Hejnice ligger 450 meter över havet och antalet invånare är 204.
Terrängen runt Hejnice är platt åt nordost, men åt sydväst är den kuperad. Runt Hejnice är det ganska tätbefolkat, med 129 invånare per kvadratkilometer. Närmaste större samhälle är Česká Třebová, 17,1 km söder om Hejnice. Omgivningarna runt Hejnice är en mosaik av jordbruksmark och naturlig växtlighet.